# Татаринцы (Тернопольская область)

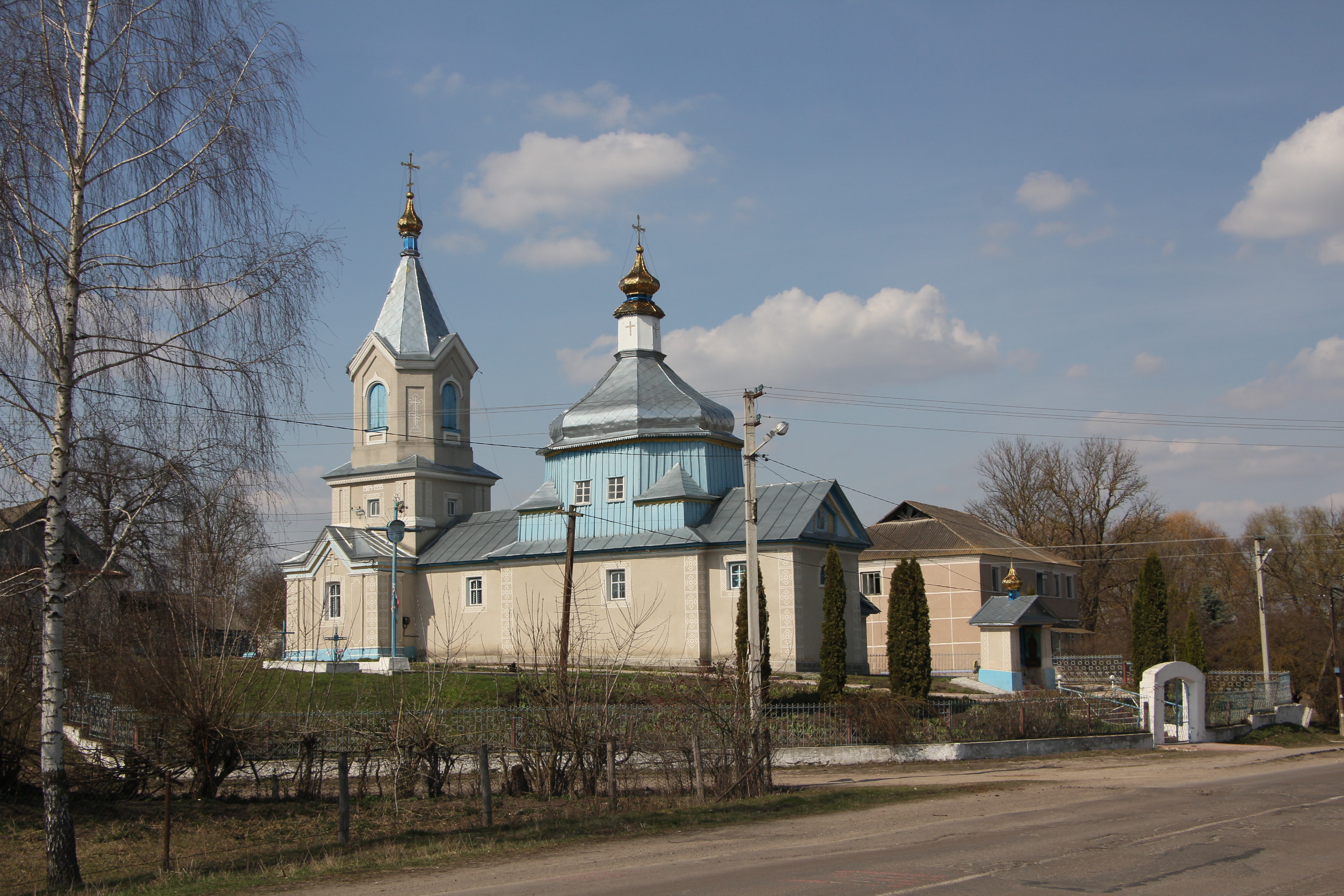
Церковь в селе

Татаринцы (укр. Татаринці) — село в Лановецкой городской общине Кременецкого района Тернопольской области Украины.
До 2020 года входило в Лановецкий район.
Код КОАТУУ — 6123880303. Население по переписи 2001 года составляло 488 человек.

## Географическое положение
Село Татаринцы находится на правом берегу реки Горыньки,
выше по течению на расстоянии в 0,5 км расположено село Гриньковцы (Шумский район),
ниже по течению на расстоянии в 3 км расположено село Юськовцы,
на противоположном берегу — село Акимовцы.
Через село проходит автомобильная дорога Р-43.

## История
- 1442 год — первое упоминание о селе.

В 1946 г. Указом ПВС УССР село Татаринцы переименовано в Весёловка.
- В 1962 году переименовано в село Вишнёвое.
- В 1990 году селу вернули историческое название[3].

## Объекты социальной сферы
- Школа I—II ст.
- Фельдшерско-акушерский пункт.